# Abies holophylla
Abies holophylla o abeto de Manchuria, es una especie de conífera perteneciente a la familia Pinaceae, nativa de las regiones montañosas del norte de Corea, sur de Ussuriland, y China en la provincia de Heilongjiang, Jilin, y Liaoning.

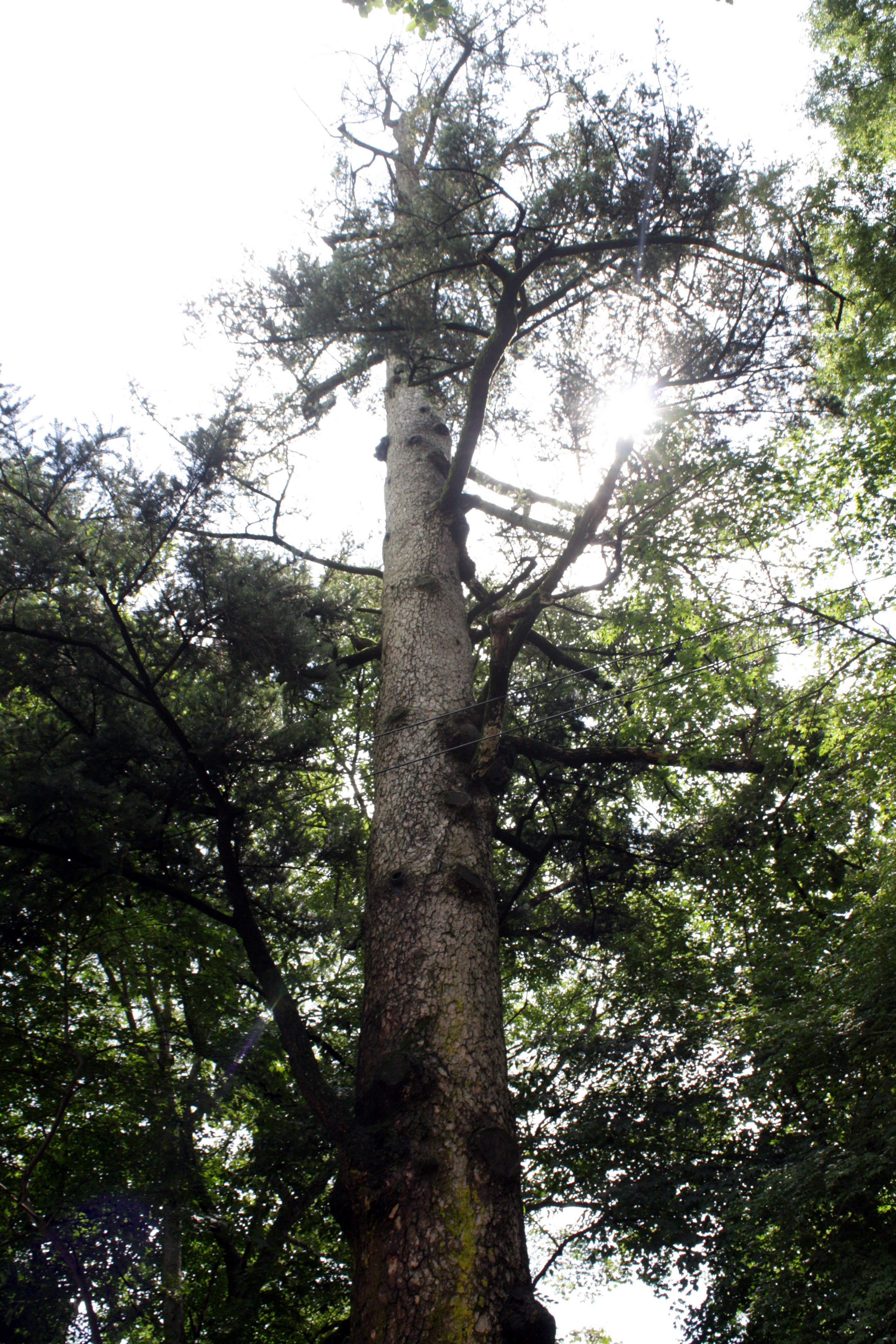
Vista del árbol

## Descripción
Es un árbol perenne que alcanza los 30 m de altura y su tronco 1 m de diámetro con una estrecha corona cónica y ramas horizontales. La corteza es de color gris-marrón resinosa. Las hojas como agujas, tienen 2-4 cm de longitud y 1,5-2,5 mm ancho, son verdes brillante por arriba y verde-blanquecinas por abajo con dos bandas de 7-10 estomas. Las piñas tienen 12-14 cm de longitud por 4-5 cm de ancho, son de color amarillo-marrón. Las semillas de 8-9 mm de longitud con alas son lanzadas al madurar los conos y desintegrarse en octubre.

## Taxonomía
Abies holophylla fue descrita por Carl Maximowicz y publicado en Bulletin de l'Academie Imperiale des Sciences de St-Petersbourg 10: 487. 1866.
Etimología
Abies: nombre genérico que viene del nombre latino de Abies alba.
holophylla: epíteto latino que significa "hoja completa".
Sinonimia
- Abies holophylla var. aspericorticea Y.Y.Sun
- Picea holophylla (Maxim.) Gordon
- Pinus holophylla (Maxim.) Parl.[5][6]